# Кехен
Кехен — балийский индуистский храм, расположенный в Чемпага, округ Бангли, Бали. Храм расположен у подножия лесистого холма, около 2 км к северу от центра города. Основанный по крайней мере в 13-м веке, Кехен был королевским храмом Королевства Бангли, в настоящее время округ Бангли. 

## История

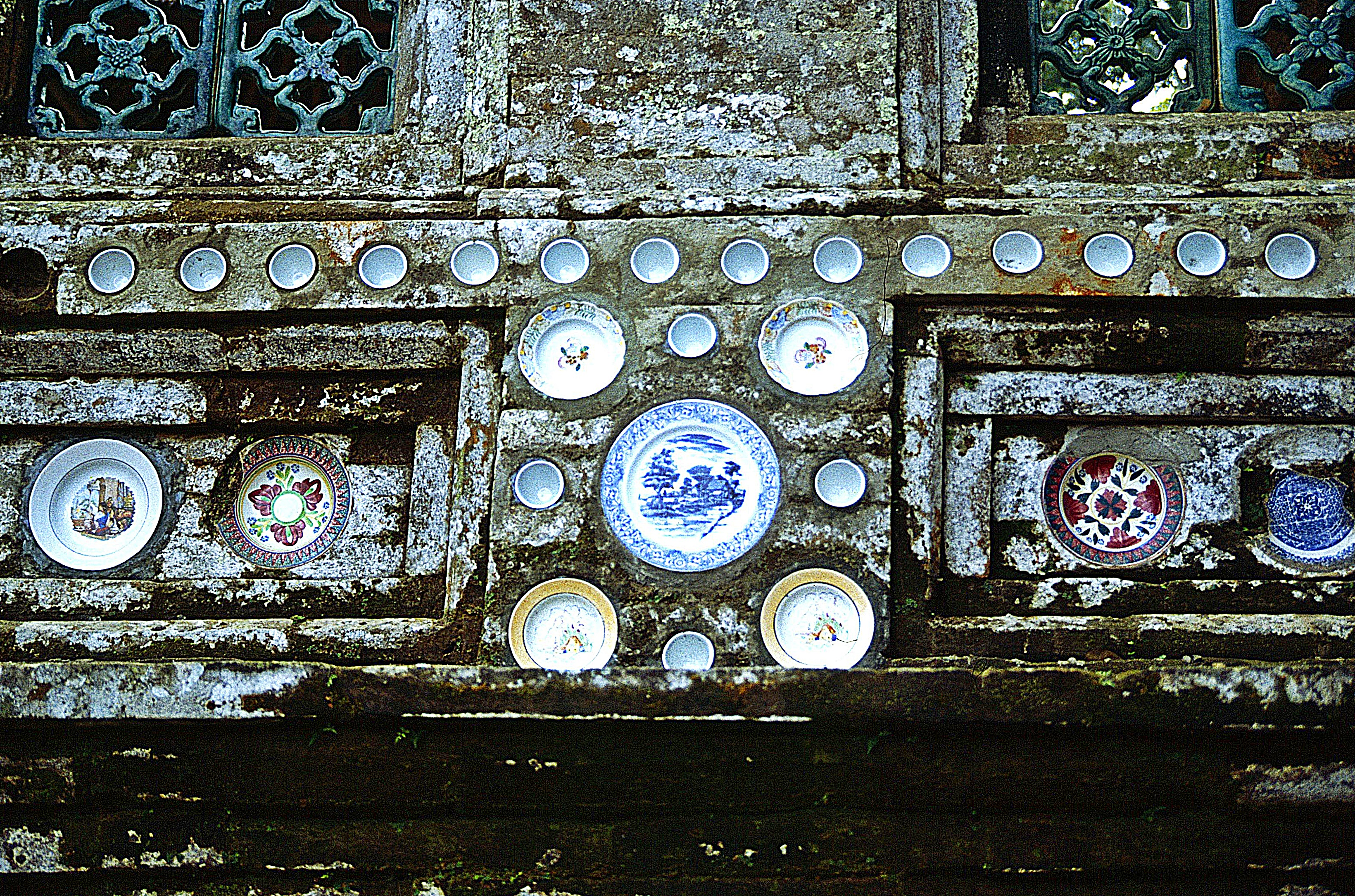
Китайские фарфоровые изделия на стенах Пура Кехен.

Кехен был главным храмом округа Бангли. Округ Бангли ранее был центром королевства, известного под тем же названием. Королевство Бангли было одним из девяти королевств Бали. Название Bangli происходит от bang giri, что означает «красный лес» или «красная гора». Округ Бангли был основан Гельгельским королевством династии Маджапахит.
Храм Кехен упоминался трижды в трех медных надписях, датированных концом 9-го, началом 11-го и 13-м веками. Медные надписи упоминали храм под разными названиями. В надписи конца 9-го века храм был упомянут как Хианг Апи («бог огня») брахманами, которые обслуживали храм. Во второй надписи, датируемой началом 11-го века, храм был назван Хян Кехен; слово Kehen происходит от балийского слова keren, что означает «пламя». В этот период Хян Кехен был официальным храмом, где проводились церемонии присяги для королевских чиновников. На таких церемониях те, кто оказывался неверным, подвергались ужасному проклятию (sapata) ему, его семьям и его потомкам. Церемония клятвы проводилась перед лицом Хьянга Апи или Хьянг Кехена, бога огня Агни. Судно, известное как bejana sarpantaka, использовалось для такой работы; Это судно, украшенное четырьмя змеями, обвивающими его, хранилось в закрытом павильоне к востоку от главной святыни Кехен. 
Храм был назван Пура Кехен в надписи 13-го века. Во всех надписях упоминается об ассоциации Пура Кехен с деревней Бангли. 

## План храма

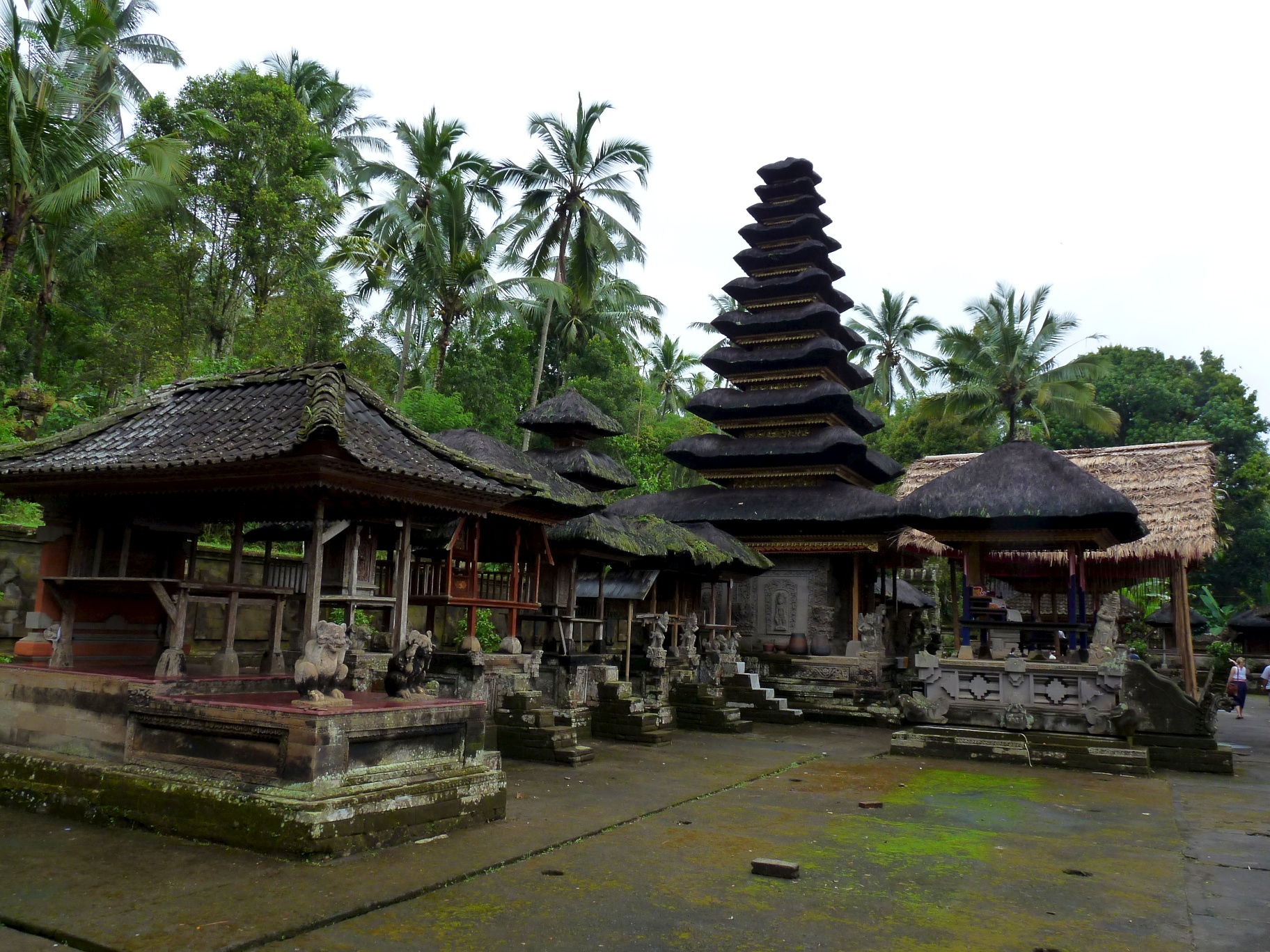
Внутреннее святилище храма Кехен с 11-уровневой башней Меру, посвященной главному богу и покровителю храма

Храм Кехен построен на холмистой местности. Храм расположен с севера на юг, причем северная часть является самой высокой частью храма. Он разделен на три области: внешняя(jaba pisan или nistaning mandala), средняя (jaba tengah или мадья mandala), а внутренняя(jero или utamaning mandala).
Три лестницы ведут посетителей к внешней святыне храма с улицы. Пейзаж террасный и украшен каменными статуями, изображающими персонажей индийского эпоса Рамаяна. Три входа ведут во внешнее святилище. Центральные ворота или портал имеют форму кори-агунг, что необычно, поскольку кори-агунг обычно используется для обозначения входа во внутреннее главное святилище.
Во внешнем святилище есть баньяновое дерево, которому не менее 400 лет. На нём высоко в ветвях находится клетка монаха. Дерево считается священным для жителей Бангли. Считается, что если сломалась ветка дерева, за этим последует катастрофа (grubug), обычно смерть человека. Местоположение сломанной ветви указывает на человека, который умрет; если ветка сломана на стороне каджа-кангин (северо-восток), умрёт король; если на стороне каджа-каух (северо-запад), умрёт брамин; келод-кангин и келод-каух означает, что умрут простые люди. Несколько бале (балийские павильоны), расположенные во внешнем святилище, представляют собой bale gong («павильон гонг»), где хранятся гамеланы.
К среднему святилищу можно попасть через ворота чанди-бентар. Среднее святилище действует как переходная зона между внешним и внутренним святилищем. Несколько святынь (pelinggih) расположены в среднем святилище. Юго-западная сторона среднего святилища, область perantenan, используется в качестве места для приготовления церемониальных приношений.
Самым верхним святилищем является самый священный внутренний двор балийского храма. Во дворе находится 11-уровневая башня меру, самая священная святыня храма Кехен, посвященная Богу, который защищает храм. В этом дворе также находится трон лотоса падмасана, посвященный высочайшим индуистским тримурти Брахмы, Шивы и Вишну. Несколько других святынь окружают главную башню меру, посвященную местным богам, например, горным богам. Фарфоровые тарелки украшают стену под внутренним святилищем. Некоторые из них изображают сцену сельской Англии с водяной мельницей и каретой, запряженной четырьмя лошадьми.

## Ритуалы
Главный балийский праздник Pagerwesi проводился один раз каждые шесть месяцев в полнолуние в день Рабу Кливон Вуку Синта, чтобы почтить Хьянга Видхи и его проявления. 
Еще один крупный праздник, Нгусаба Дева или Карья Агунг Бхатара Турун Кабех, проводится в Пурнама Калима (начало ноября) в день Санискара Пон Вуку Синта. 
Другие более мелкие праздники, проводимые в Кехене, являются церемониями в честь других богов, например Сарасвати, Улиан Сугиманик, Пурнама, Тилем, Кадженг Кливон и Буда Кливон.

## Ссылка
1. 1 2 3  Kehen Temple. Individual Bali Hospitality. Individual Bali Hospitality (2016). Дата обращения: 22 ноября 2017. Архивировано из оригинала 9 июня 2017 года.
2. ↑  Mercury, 2017.
3. ↑  Suarsana, 2003.
4. 1 2  Stuart-Fox, 1999, p. 47.
5. 1 2  Auger, 2001, p. 98.
6. ↑  Dewi, Sumarjiana, 2014.
7. ↑  Ni Luh Sri Karmi Asri, 2013.
8. ↑  Pura Kehen Bangli, Wisata Religi Pura dengan Keunikan dan Nilai Sejarah Tinggi. Kintamani. Kintamani (2018). Дата обращения: 28 апреля 2018. Архивировано 1 октября 2020 года.